# Torbjörn Lundquist
Torbjörn (Iwan) Lundquist (Estocolm, 30 de setembre de 1920 – Grillby, 1 de juliol de 2000) fou un compositor i director d'orquestra suec.

## Biografia
El 1945, Torbjörn Lundquist es va incorporar a la Universitat d'Uppsala, on va aprendre teoria musical amb Issay Dobrowen i composició amb Dag Wirén. Posteriorment, va estudiar direcció a Àustria amb Otmar Suitner. Del 1949 al 1956, va dirigir l'orquestra del Teatre del castell de Drottningholm.
Les seves composicions (majoritàriament tonals) estan influenciades per diverses tendències en la música contemporània, així com pel folklore i el jazz suec. Entre elles, música de cambra, concerts, nou simfonies i música vocal (incloent-hi una òpera, melodies per a veu i piano i peces per a un cor a cappella). Cal fer notar també que diverses de les seves obres fan intervenir un acordió (incloent peces solistes i un concert).
També és l'autor de la música de vint-i-vuit pel·lícules sueques estrenades entre 1954 i 1971 (inclosa Fadern d'Alf Sjöberg el 1969, amb Gunnel Lindblom).

## Composicions (selecció)

### Simfonies
- Simfonia núm. 1, antiga Kammarsymfoni 1956, revisada 1971. Enregistrament a Bluebell ABCD072
- Simfonia núm. 2, …for freedom 1956–1970
- Simfonia núm. 3, Sinfonia dolorosa 1975
- Simfonia núm. 4, Ecologica 1985
- Simfonia núm. 5, Die Wienerische 1980
- Simfonia núm. 7, Humanity – Dag Hammarskjöld in memoriam 1988 per a soprano, baríton, cor mixt i orquestra. Enregistrament a Caprice CAP21419
- Simfonia núm. 8, Kroumata symphony 1992 per a sis percussionistes i orquestra
- Simfonia núm. 9, Survival 1996

### Altres obres orquestrals
- Divertimento, per a instruments de vent de fusta i cordes 1951
- Confrontation, per a gran orquestra 1968
- Galax, per a gran orquestra 1971
- Concerto grosso violí, violoncel i corda 1974
- Arktis, för orkester 1977. Enregistrament a Bluebell ABCD072
- Wind power, per a orquestra simfònica de vent 1978
- Serenad, per a orquestra de corda 1979
- Arktis, per a orquestra simfònica de vent 1984

### Música de cambra
- Quartet de corda núm. 1, Mälarkvartett 1957 - 1973
- Bewegungen, per a acordió i quartet de corda 1966
- Duell, per a acordió i percussió 1966. Enregistrament a CBC Records MVCD 1096
- Teamwork, per a quintet de vent 1967
- Quartet de corda núm. 2, Quartetto d'aprile 1969
- Trio fiorente, per a piano trio 1975
- Sisu, per a sis percussionistes el 1976. Gravació en CD BIS 232
- Integration, per a cinc percussionistes i quartet de corda 1982

### Concerts
- Concerto da camera, concert per a acordió i orquestra 1965
- Hangarmusik, concert simfònic per a piano i orquestra 1967
- Landscape, per a tuba, orquestra de corda i piano 1978. Gravació al BIS 1685
- Fantasia Pragense, per a violí i orquestra 1979. Gravació a Bluebell ABCD003

### Obres per a veu
- Tre dikter, per a veu i piano 1949. Text: Erik Lindegren
- Anrop, per a soprano i orquestra 1964. Text: Ragnar Piuva. Gravació a Bluebell ABCD072
- Ensamhetens sånger, per a veu i piano 1965. Text: Wilhelm Ekelund
- Siebenmal Rilke, set cançons per a veu i piano 1984. Text: Rainer Maria Rilke
- Siebenmal Rilke, set cançons per a veu i orquestra 1989. Text: Rainer Maria Rilke. Enregistrament a Bluebell ABCD072
- New bearings, set cançons per a baríton i piano 1989. Text: Dag Hammarskjöld (de Vägmärken). Enregistrament a Bluebell ABCD046
- Irish love songs, set cançons per a baríton i piano 1992. Text: James Joyce
- Chamber music, nou cançons per a baríton, violoncel i piano 1996. Text: James Joyce
- Pour l'éternité : 7 songes du coeur, per a baríton i piano 1996. Text: Jean-Luc Caron

### Obres corals
- Afton, per a cor mixt a cappella 1958. Text: Bo Setterlind. Enregistrament a BIS CD4
- Elegier från bergen, per a tenor, baríton, cor masculí i orquestra 1958. Text: Bo Setterlind
- Via tomheten, per a soprano, baríton, cor mixt i orquestra 1959. Text: Bo Setterlind
- Triptyk, per a cor mixt a capella 1963. Text: Östen Sjöstrand
- Grekisk vår, per a cor mixt a capella 1964. Text: Bo Setterlind
- Den ljusa ön, per a cor mixt 1966. Text: Bo Setterlind

### Òpera
- Sekund av evighet, òpera d'un sol acte per a sala de concerts 1973. Llibret: Karin Boldemann

### Musica de cinema
- 1954 : Simon Syndaren de Gunnar Hellström
- 1958 : Damen i svart d'Arne Mattsson
- 1960 : Domaren d'Alf Sjöberg
- 1967 : Hugo och Josefin de Kjell Grede
- 1969 : Fadern d'Alf Sjöberg